# Dustin Molicki
Dustin Molicki (ur. 13 sierpnia 1975 w Calgary) – kanadyjski łyżwiarz szybki, olimpijczyk.

## Kariera
Największy sukces w karierze Dustin Molicki osiągnął w 2002 roku, kiedy zajął piąte miejsce podczas wielobojowych mistrzostw świata w Thialf. W poszczególnych biegach był tam jedenasty na 500 m, dziesiąty na 5000 m, trzeci na 1000 m oraz dziewiąty na dystansie 10 000 m. Piąte miejsce zajął również na rozgrywanych rok wcześniej wielobojowych mistrzostwach świata w Budapeszcie, jednak w żadnym z biegów nie znalazł się w pierwszej trójce. Jego najlepszym wynikiem było piąte miejsce w biegach na 5000 i 1500 m. W 2002 roku brał udział w igrzyskach olimpijskich w Salt Lake City, gdzie zajął dwunaste miejsce na 1500 m, jedenaste na 5000 m oraz szesnaste na dwukrotnie dłuższym dystansie. Trzykrotnie stawał na podium zawodów Pucharu Świata: 17 lutego 2001 roku w Hamar był trzeci na 1500 m, 17 listopada 2001 roku w Innsbrucku był drugi na 1500 m, a 11 stycznia 2002 roku w Heerenveen zwyciężył na tym samym dystansie. Najlepsze wyniki osiągnął w sezonie 2001/2002, kiedy był czwarty w klasyfikacji 1500 m. W 2005 roku zakończył karierę.